# فرانسيسكو كارديناس مارتينيز
فرانسيسكو كارديناس مارتينيز (بالإسبانية: Francisco Cárdenas Martínez)‏ المعروف أيضًا باسم بانشو كارديناس هو فنان مكسيكي. ولد في إيزتابالابا، شرق مدينة مكسيكو.
وقد اشتهر بتمثاله للبابا يوحنا بولس الثاني مع سيدة غوادالوبي، المصنوع بالكامل من مفاتيح تبرع بها المكسيكيون لترمز إلى أنهم أعطوه مفاتيح قلوبهم. تشمل أعماله الأخرى اللوحة الجدارية التي تحيط بالحديقة في إزتابالابا ، والتي تصور تاريخ وأصل الشعب المكسيكي.